# Fuqing
Fuqing (chinois : 福清市 ; pinyin : fúqīng shì ; mindong : Hók-chiăng-chê) est une ville de la province du Fujian en Chine. C'est une ville-district placée sous la juridiction de la ville-préfecture de Fuzhou.

## Démographie
La population du district était de 1 185 351 habitants en 1999, et celle de la ville de Fuqing de 139 426 habitants.

## Culture

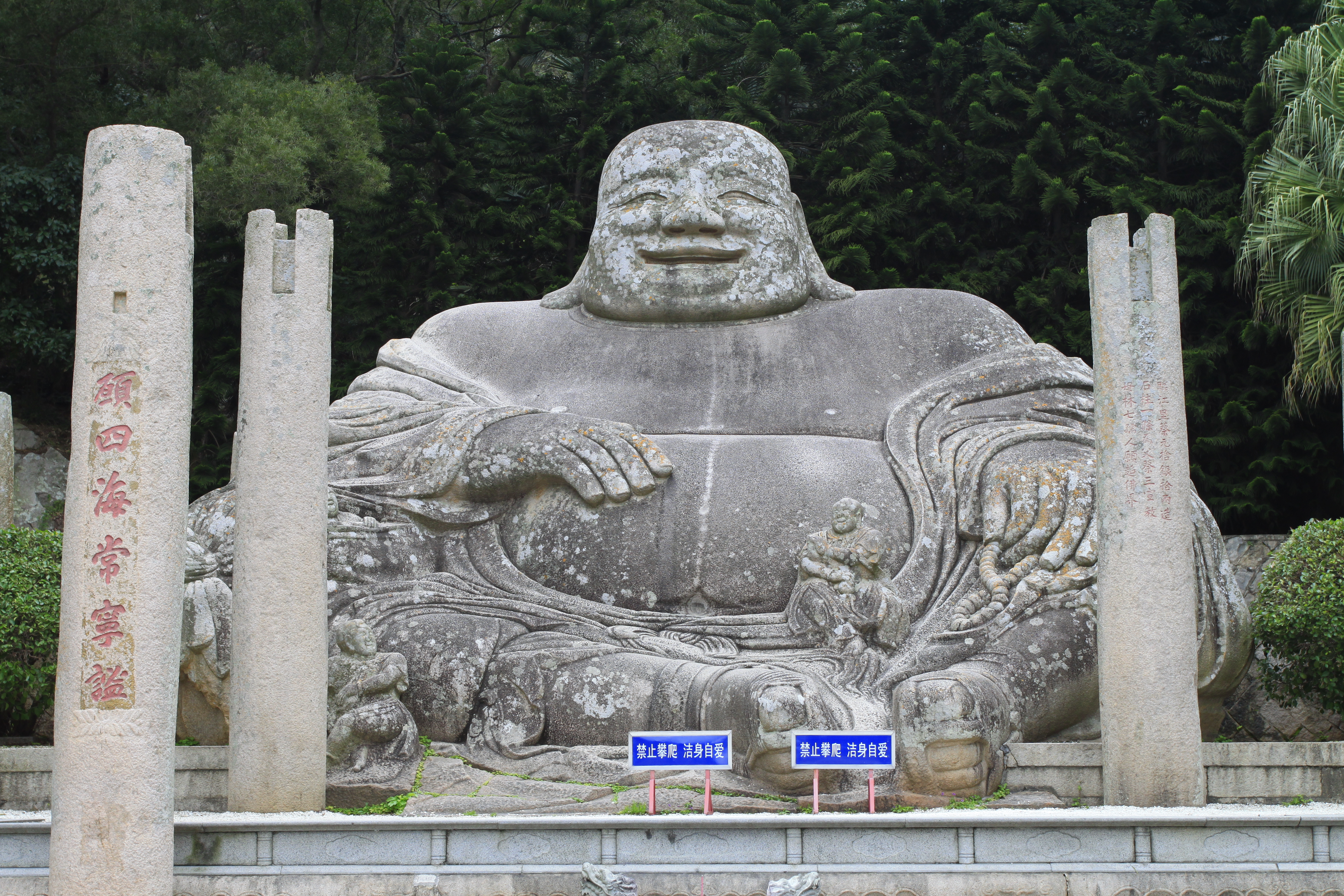
Sculpture de Budai de 1341

- Sculpture de Budai (瑞岩弥勒造像) datant de 1341.

## Économie
En 2005, le PIB total a été de 26,388 milliards de yuans.
La centrale nucléaire de Fuqing est située à Fuqing.

## Faits de société
Selon la Laogai Research Foundation, une ferme y servirait de laogai (« camp de rééducation par le travail »).